# جایزه اسکار بهترین چهره‌پردازی و آرایش مو
جایزه اسکار بهترین چهره‌پردازی و آرایش مو (انگلیسی: Academy Award for Best Makeup and Hairstyling) یک جایزه اسکار است که به بهترین دستاورد در چهره‌پردازی و آرایش مو برای فیلم اعطا می‌گردد. معمولاً هر ساله برخلاف بیشتر رده‌ها که پنج نامزد دارند این رده تنها سه فیلم نامزد می‌شوند.

## چندین بار برندگان و نامزدان

### چندین بار برندگان
۷:
- ریک بیکر

۳:
- گرگ کینم
- وی نیل

۲:
- David LeRoy Anderson
- Michèle Burke
- مارک کولیر
- Yolanda Toussieng
- ریچارد تیلر

### چندین بار نامزدان
۱۱:
- ریک بیکر

۹:
- گرگ کینم

۸:
- وی نیل

۶:
- Michèle Burke

۴:
- Matthew W. Mungle
- Yolanda Toussieng
- Michael Westmore
- استن وینستون

۳:
- David LeRoy Anderson
- Bill Corso
- Edouard F. Henriques
- Martin Samuel
- Aldo Signoretti
- Lisa Westcott

۲:
- هوارد برگر
- Veronica Brebner
- لوئیس بورول
- John Caglione, Jr.
- Colleen Callaghan
- مارک کولیر
- Judith A. Cory
- Ken Diaz
- Dave Elsey
- Paul Engelen
- Carl Fullerton
- Joel Harlow
- Bob Laden
- Tami Lane
- Conor O'Sullivan
- جنی شیرکور
- Christina Smith
- دیک اسمیت
- Vittorio Sodano
- Daniel C. Striepeke
- Peter Swords King
- ریچارد تیلر
- Kazuhiro Tsuji

## برندگان و نامزدان

### دهه ۱۹۶۰
| سال       | فیلم               | هنرمند(ان) چهره‌پردازی |
| --------- | ------------------ | --------------------- |
| ۱۹۶۴ ۳۷ام | 7 Faces of Dr. Lao | William J. Tuttle     |
| ۱۹۶۸ ۴۱ام | سیاره میمون‌ها      | جان چمبرز             |

### دهه ۱۹۸۰
| سال       | فیلم                                  | هنرمند(ان) چهره‌پردازی                        |
| --------- | ------------------------------------- | -------------------------------------------- |
| ۱۹۸۱ ۵۴ام | گرگ‌نمای آمریکایی در لندن              | ریک بیکر                                     |
| ۱۹۸۱ ۵۴ام | Heartbeeps                            | استن وینستون                                 |
| ۱۹۸۲ ۵۵ام | جستجو برای آتش (فیلم)                 | Sarah Monzani و Michèle Burke                |
| ۱۹۸۲ ۵۵ام | گاندی                                 | Tom Smith                                    |
| ۱۹۸۳ ۵۶ام | جایزه اعطا نشد                        | جایزه اعطا نشد                               |
| ۱۹۸۴ ۵۷ام | آمادئوس                               | Paul LeBlanc و دیک اسمیت                     |
| ۱۹۸۴ ۵۷ام | گری‌ستوک: افسانه تارزان، ارباب گوریل‌ها | ریک بیکر و Paul Engelen                      |
| ۱۹۸۴ ۵۷ام | ۲۰۱۰                                  | Michael Westmore                             |
| ۱۹۸۵ ۵۸ام | صورتک                                 | Michael Westmore و Zoltan Elek               |
| ۱۹۸۵ ۵۸ام | رنگ ارغوانی                           | Ken Chase                                    |
| ۱۹۸۵ ۵۸ام | Remo Williams: The Adventure Begins   | Carl Fullerton                               |
| ۱۹۸۶ ۵۹ام | مگس                                   | Chris Walas و Stephan Dupuis                 |
| ۱۹۸۶ ۵۹ام | The Clan of the Cave Bear             | Michael Westmore و Michèle Burke             |
| ۱۹۸۶ ۵۹ام | افسانه                                | راب باتین و Peter Robb-King                  |
| ۱۹۸۷ ۶۰ام | هری و خانواده هندرسون                 | ریک بیکر                                     |
| ۱۹۸۷ ۶۰ام | سال نو مبارک (فیلم ۱۹۸۷)              | Bob Laden                                    |
| ۱۹۸۸ ۶۱ام | بیتل‌جوس                               | وی نیل، Steve La Porte, و Robert Short       |
| ۱۹۸۸ ۶۱ام | سفر به آمریکا                         | ریک بیکر                                     |
| ۱۹۸۸ ۶۱ام | Scrooged                              | Thomas R. Burman و Bari Dreiband-Burman      |
| ۱۹۸۹ ۶۲ام | رانندگی برای خانم دیزی                | Manlio Rocchetti, Lynn Barber, و Kevin Haney |
| ۱۹۸۹ ۶۲ام | ماجراهای بارون مایچوزن                | Maggie Weston و Fabrizio Sforza              |
| ۱۹۸۹ ۶۲ام | پدر                                   | دیک اسمیت، Ken Diaz, و Greg Nelson           |

### دهه ۱۹۹۰
| سال               | فیلم                                | هنرمند(ان) چهره‌پردازی                                  |
| ----------------- | ----------------------------------- | ------------------------------------------------------ |
| ۱۹۹۰ ۶۳ام         | دیک تریسی                           | John Caglione, Jr. و Doug Drexler                      |
| ۱۹۹۰ ۶۳ام         | سیرانو دو برژراک                    | Michèle Burke و Jean-Pierre Eychenne                   |
| ۱۹۹۰ ۶۳ام         | ادوارد دست‌قیچی                      | وی نیل و استن وینستون                                  |
| فیلم در ۱۹۹۱ ۶۴ام | نابودگر ۲: روز داوری                | استن وینستون و Jeff Dawn                               |
| فیلم در ۱۹۹۱ ۶۴ام | هوک                                 | Christina Smith, Monty Westmore, و گرگ کینم            |
| فیلم در ۱۹۹۱ ۶۴ام | پیشتازان فضا ۶: کشور کشف‌نشده        | Michael Mills, Edward French, و Richard Snell          |
| ۱۹۹۲ ۶۵ام         | دراکولای برام استوکر                | گرگ کینم، Michèle Burke, و Matthew W. Mungle           |
| ۱۹۹۲ ۶۵ام         | بازگشت بتمن                         | وی نیل، Ronnie Specter, و استن وینستون                 |
| ۱۹۹۲ ۶۵ام         | هوفا                                | وی نیل، گرگ کینم، و John Blake                         |
| 1993 ۶۶ام         | خانم داوت‌فایر                       | گرگ کینم، وی نیل، و Yolanda Toussieng                  |
| 1993 ۶۶ام         | فیلادلفیا                           | Carl Fullerton و Alan D'Angerio                        |
| 1993 ۶۶ام         | فهرست شیندلر                        | Christina Smith, Matthew Mungle, و Judy Alexander Cory |
| فیلم در ۱۹۹۴ ۶۷ام | اد وود                              | ریک بیکر، وی نیل، و Yolanda Toussieng                  |
| فیلم در ۱۹۹۴ ۶۷ام | فارست گامپ                          | Daniel C. Striepeke, Hallie D'Amore, و Judith A. Cory  |
| فیلم در ۱۹۹۴ ۶۷ام | فرانکنشتاین                         | Daniel Parker, Paul Engelen, و Carol Hemming           |
| فیلم در ۱۹۹۵ ۶۸ام | شجاع‌دل                              | Peter Frampton, Paul Pattison, و لوئیس بورول           |
| فیلم در ۱۹۹۵ ۶۸ام | خانواده من                          | Ken Diaz و Mark Sanchez                                |
| فیلم در ۱۹۹۵ ۶۸ام | هم‌اتاقی‌ها (فیلم ۱۹۹۵)               | گرگ کینم، Bob Laden, و Colleen Callaghan               |
| ۱۹۹۶ ۶۹ام         | پروفسور دیوانه                      | ریک بیکر و David LeRoy Anderson                        |
| ۱۹۹۶ ۶۹ام         | ارواح میسیسیپی                      | Matthew W. Mungle و Deborah La Mia Denaver             |
| ۱۹۹۶ ۶۹ام         | پیشگامان فضا: تماس اول              | Michael Westmore, Scott Wheeler, و Jake Garber         |
| فیلم در ۱۹۹۷ ۷۰ام | مردان سیاه‌پوش                       | ریک بیکر و David LeRoy Anderson                        |
| فیلم در ۱۹۹۷ ۷۰ام | خانم براون                          | Lisa Westcott, Veronica Brebner, و Beverley Binda      |
| فیلم در ۱۹۹۷ ۷۰ام | تایتانیک                            | Tina Earnshaw, گرگ کینم، و Simon Thompson              |
| فیلم در ۱۹۹۸ ۷۱ام | الیزابت                             | جنی شیرکور                                             |
| فیلم در ۱۹۹۸ ۷۱ام | نجات سرباز رایان                    | لوئیس بورول، Conor O'Sullivan, و Daniel C. Striepeke   |
| فیلم در ۱۹۹۸ ۷۱ام | شکسپیر عاشق                         | Lisa Westcott و Veronica Brebner                       |
| فیلم در ۱۹۹۹ ۷۲ام | وارونه                              | Christine Blundell و Trefor Proud                      |
| فیلم در ۱۹۹۹ ۷۲ام | آستین پاورز: جاسوسی که مرا تکان داد | Michèle Burke و Mike Smithson                          |
| فیلم در ۱۹۹۹ ۷۲ام | مرد دویست ساله                      | گرگ کینم                                               |
| فیلم در ۱۹۹۹ ۷۲ام | زندگی                               | ریک بیکر                                               |

### دهه ۲۰۰۰
| سال               | فیلم                                     | هنرمند(ان) چهره‌پردازی                    |
| ----------------- | ---------------------------------------- | ---------------------------------------- |
| فیلم در ۲۰۰۰ ۷۳ام | چگونه گرینچ کریسمس را دزدید              | ریک بیکر و Gail Ryan                     |
| فیلم در ۲۰۰۰ ۷۳ام | سلول                                     | Michèle Burke و Edouard F. Henriques     |
| فیلم در ۲۰۰۰ ۷۳ام | سایه خون‌آشام                             | Ann Buchanan و Amber Sibley              |
| فیلم در ۲۰۰۱ ۷۴ام | ارباب حلقه‌ها: یاران حلقه                 | Peter Owen و ریچارد تیلر                 |
| فیلم در ۲۰۰۱ ۷۴ام | ذهن زیبا                                 | گرگ کینم و Colleen Callaghan             |
| فیلم در ۲۰۰۱ ۷۴ام | مولن روژ!                                | Maurizio Silvi و Aldo Signoretti         |
| فیلم در ۲۰۰۲ ۷۵ام | فریدا                                    | John E. Jackson و Beatrice De Alba       |
| فیلم در ۲۰۰۲ ۷۵ام | ماشین زمان                               | John M. Elliott, Jr. و Barbara Lorenz    |
| فیلم در ۲۰۰۳ ۷۶ام | بازگشت پادشاه                            | ریچارد تیلر و Peter King                 |
| فیلم در ۲۰۰۳ ۷۶ام | ناخدا و فرمانده: آخر دنیا                | Edouard F. Henriques و Yolanda Toussieng |
| فیلم در ۲۰۰۳ ۷۶ام | دزدان دریایی کارائیب: نفرین مروارید سیاه | وی نیل و Martin Samuel                   |
| فیلم در ۲۰۰۴ ۷۷ام | سرگذشت ناگوار، داستان‌های لمونی اسنیکت    | Valli O'Reilly و Bill Corso              |
| فیلم در ۲۰۰۴ ۷۷ام | مصائب مسیح                               | Keith VanderLaan و Christien Tinsley     |
| فیلم در ۲۰۰۴ ۷۷ام | دریای درون                               | Jo Allen و Manuel García                 |
| فیلم در ۲۰۰۵ ۷۸ام | سرگذشت نارنیا: شیر، کمد و جادوگر         | هوارد برگر و Tami Lane                   |
| فیلم در ۲۰۰۵ ۷۸ام | مرد سیندرلایی                            | David Leroy Anderson و Lance Anderson    |
| فیلم در ۲۰۰۵ ۷۸ام | جنگ ستارگان اپیزود سوم: انتقام سیت       | Dave Elsey و Nikki Gooley                |
| فیلم در ۲۰۰۶ ۷۹ام | هزارتوی پن                               | David Martí و مونتسه ریبه                |
| فیلم در ۲۰۰۶ ۷۹ام | آپوکالیپتو                               | Aldo Signoretti و Vittorio Sodano        |
| فیلم در ۲۰۰۶ ۷۹ام | کلیک                                     | Kazuhiro Tsuji و Bill Corso              |
| فیلم در ۲۰۰۷ ۸۰ام | زندگی گلگون                              | Didier Lavergne و Jan Archibald          |
| فیلم در ۲۰۰۷ ۸۰ام | نوربیت                                   | ریک بیکر و Kazuhiro Tsuji                |
| فیلم در ۲۰۰۷ ۸۰ام | دزدان دریایی کارائیب: پایان جهان         | وی نیل و Martin Samuel                   |
| فیلم در ۲۰۰۸ ۸۱ام | مورد عجیب بنجامین باتن                   | گرگ کینم                                 |
| فیلم در ۲۰۰۸ ۸۱ام | شوالیه تاریکی                            | John Caglione, Jr. و Conor O'Sullivan    |
| فیلم در ۲۰۰۸ ۸۱ام | پسر جهنمی ۲: ارتش طلایی                  | Mike Elizalde و Thom Floutz              |
| فیلم در ۲۰۰۹ ۸۲ام | پیشتازان فضا                             | Barney Burman, Mindy Hall, و Joel Harlow |
| فیلم در ۲۰۰۹ ۸۲ام | ایل دیوو                                 | Aldo Signoretti و Vittorio Sodano        |
| فیلم در ۲۰۰۹ ۸۲ام | ویکتوریای جوان                           | Jon Henry Gordon و جنی شیرکور            |

### دهه ۲۰۱۰
| سال               | فیلم                                                    | هنرمند(ان) چهره‌پردازی                                   |
| ----------------- | ------------------------------------------------------- | ------------------------------------------------------- |
| ۲۰۱۰ ۸۳ام         | مرد گرگ‌نما                                              | ریک بیکر و Dave Elsey                                   |
| ۲۰۱۰ ۸۳ام         | نسخه بارنی                                              | Adrien Morot                                            |
| ۲۰۱۰ ۸۳ام         | راه بازگشت                                              | Gregory Funk, Edouard F. Henriques, و Yolanda Toussieng |
| فیلم در ۲۰۱۱ ۸۴ام | بانوی آهنی                                              | مارک کولیر و J. Roy Helland                             |
| فیلم در ۲۰۱۱ ۸۴ام | آلبرت نابز                                              | Martial Corneville, Lynn Johnson, و Matthew W. Mungle   |
| فیلم در ۲۰۱۱ ۸۴ام | هری پاتر و یادگاران مرگ - قسمت دوم                      | Nick Dudman, Amanda Knight, و Lisa Tomblin              |
| فیلم در ۲۰۱۲ ۸۵ام | بینوایان                                                | Lisa Westcott و Julie Dartnell                          |
| فیلم در ۲۰۱۲ ۸۵ام | هیچکاک                                                  | هوارد برگر، Peter Montagna, and Martin Samuel           |
| فیلم در ۲۰۱۲ ۸۵ام | هابیت: یک سفر غیرمنتظره                                 | Peter Swords King, Rick Findlater, و Tami Lane          |
| فیلم در ۲۰۱۳ ۸۶ام | باشگاه خریداران دالاس                                   | Adruitha Lee و Robin Mathews                            |
| فیلم در ۲۰۱۳ ۸۶ام | کله‌خر تقدیم می‌کند: بابا بزرگ بد                         | Stephen Prouty                                          |
| فیلم در ۲۰۱۳ ۸۶ام | رنجر تنها                                               | Joel Harlow و Gloria Pasqua-Casny                       |
| فیلم در ۲۰۱۴ ۸۷ام | هتل بزرگ بوداپست                                        | فرانسیس هانن و مارک کولیر                               |
| فیلم در ۲۰۱۴ ۸۷ام | فاکس‌کچر                                                 | Bill Corso و Dennis Liddiard                            |
| فیلم در ۲۰۱۴ ۸۷ام | نگهبانان کهکشان                                         | Elizabeth Yianni-Georgiou and David White               |
| ۲۰۱۵ ۸۸ام         | مکس دیوانه: جاده خشم                                    | Damian Martin, Lesley Vanderwalt, و Elka Wardega        |
| ۲۰۱۵ ۸۸ام         | پیرمرد صدساله‌ای که از پنجره فرار کرد و ناپدید شد (فیلم) | Love Larson و Eva von Bahr                              |
| ۲۰۱۵ ۸۸ام         | بازگشته                                                 | Siân Grigg, Duncan Jarman, و Robert Pandini             |